# Elecciones presidenciales de Corea del Sur de 1948
Las primeras elecciones presidenciales de Corea del Sur fueron un proceso electoral indirecto llevado a cabo el 20 de julio de 1948 para elegir al primer Presidente de la República de Corea. El resultado fue una victoria para Syngman Rhee, elegido por 180 de los 200 electores, siendo elegido para presidir la transición de la ocupación estadounidense a la Primera República. Kim Koo, que pertenecía al partido de Rhee (la Asociación Nacional para la Rápida Independencia de Corea), se separó del partido, al rechazar que se celebraran elecciones estando el país en estado de división, y presentó su candidatura por el Partido de la Independencia de Corea, recibiendo solo 13 votos. Rhee fundaría en 1951 el Partido Liberal, con el que monopolizaría el poder político del país hasta su derrocamiento en 1960.